# Krymští Tataři
Krymští Tataři (krymskou tatarštinou Qırımtatarlar, v ruštině a ukrajinštině označovaní těž jako Krymci) jsou národ turkického původu, obývající především Krymský poloostrov. Hovoří krymskou tatarštinou. Jsou vzdáleně příbuzní s Tatary (někdy bývají pokládáni za subetnikum Tatarů), v jejich etnogenezi však hrála důležitou roli další etnika, zejména Kumáni, Pečeněhové, Skytové či Krymští Gótové. Počet příslušníků činí přes 500 000 osob, někdy však bývá uváděno až 2 milióny.

## Dějiny

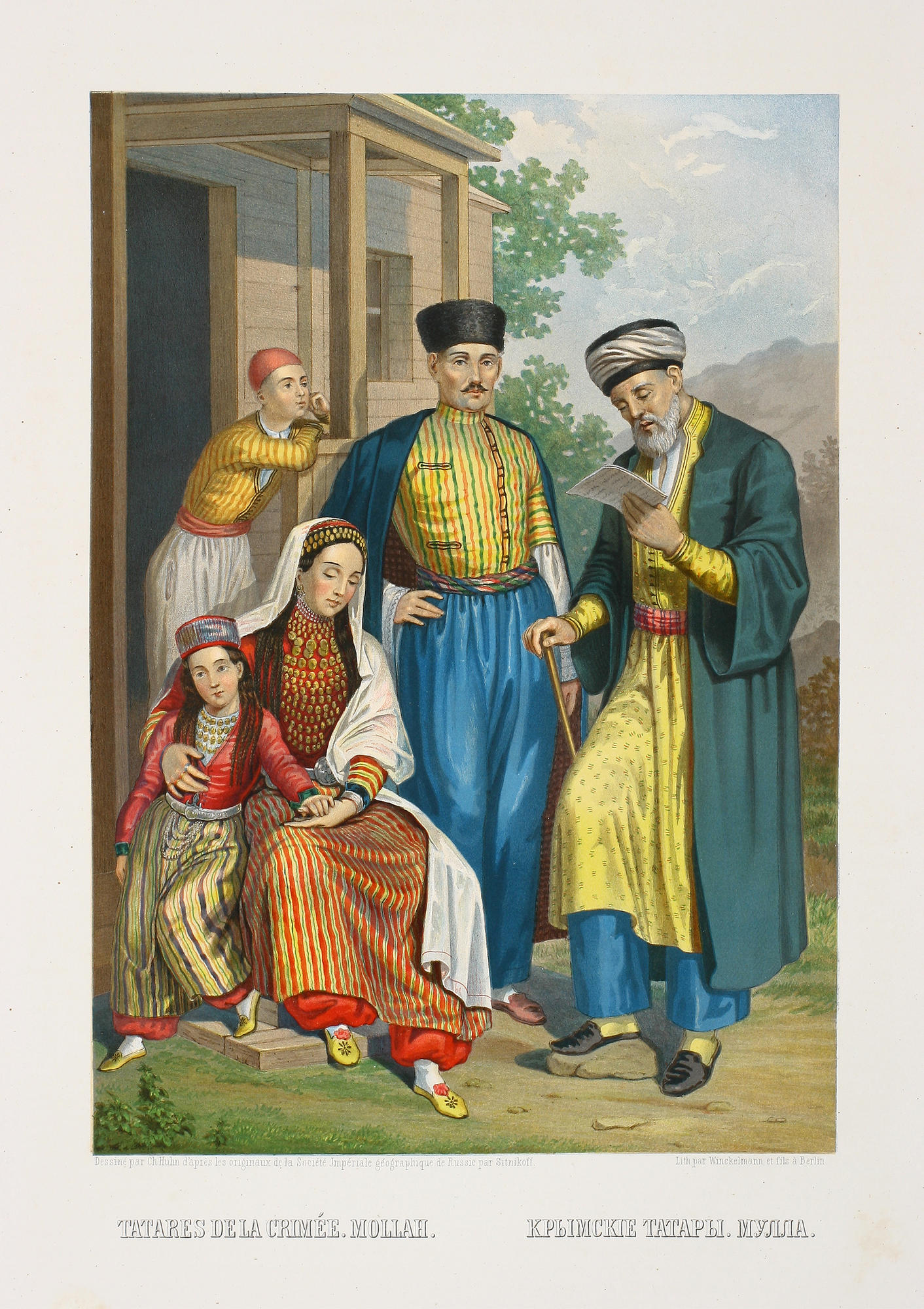
Krymští Tataři v tradičním oděvu, 1880

Tataři dobyli Krym ve 13. století během Bátuova vpádu do Evropy následně na dobytých ruských a poloveckých zemích vznikl státní útvar známý jako Zlatá Horda. Po rozpadu Zlaté hordy založili roku 1443 Krymský chanát, jenž se již v roce 1475 stal osmanským vazalem. Chanát, ovládaný z Bachčisaraje dynastií Girejů, podnikal četné nájezdy na Rus, roku 1521 krymská vojska dokonce oblehla Moskvu. Při dalším nájezdu roku 1571 byla Moskva krymskými Tatary vypálena a mnoho tisíc obyvatelů odvlečeno do otroctví. Poté, co si Moskevská Rus podmanila ostatní tatarské chanáty, zůstal Krym posledním tatarským státem, byť pod ochranou osmanského sultána, jenž z Krymu rekrutoval nejobávanější bojovníky svého vojska.
Krymští Tataři a Nogajci, vazalové osmanského sultána, podnikali časté loupeživé nájezdy na území Ruska a Polsko-litevského státu. Někteří historici odhadují, že při nájezdech obávané krymskotatarské jízdy (tzv. sklízení stepí) mezi 15. a 18. stoletím byly odvlečeny a prodány do otroctví v Osmanské říši přes 2 miliony lidí, především Ukrajinců, ale také Rusů, Bělorusů a Poláků. V roce 1663 podnikli Krymští Tataři spolu s Turky nájezd na Moravu, při kterém odvlekli do otroctví desítky tisíc lidí.
Poté, co Nogajskou step severně od Kavkazu ovládli po roce 1630 mongolští Kalmykové, kteří vystupovali jako spojenci carského Ruska, část Nogajců uprchla na území Krymského chanátu, kde se podíleli na etnogenezi Krymských Tatarů.

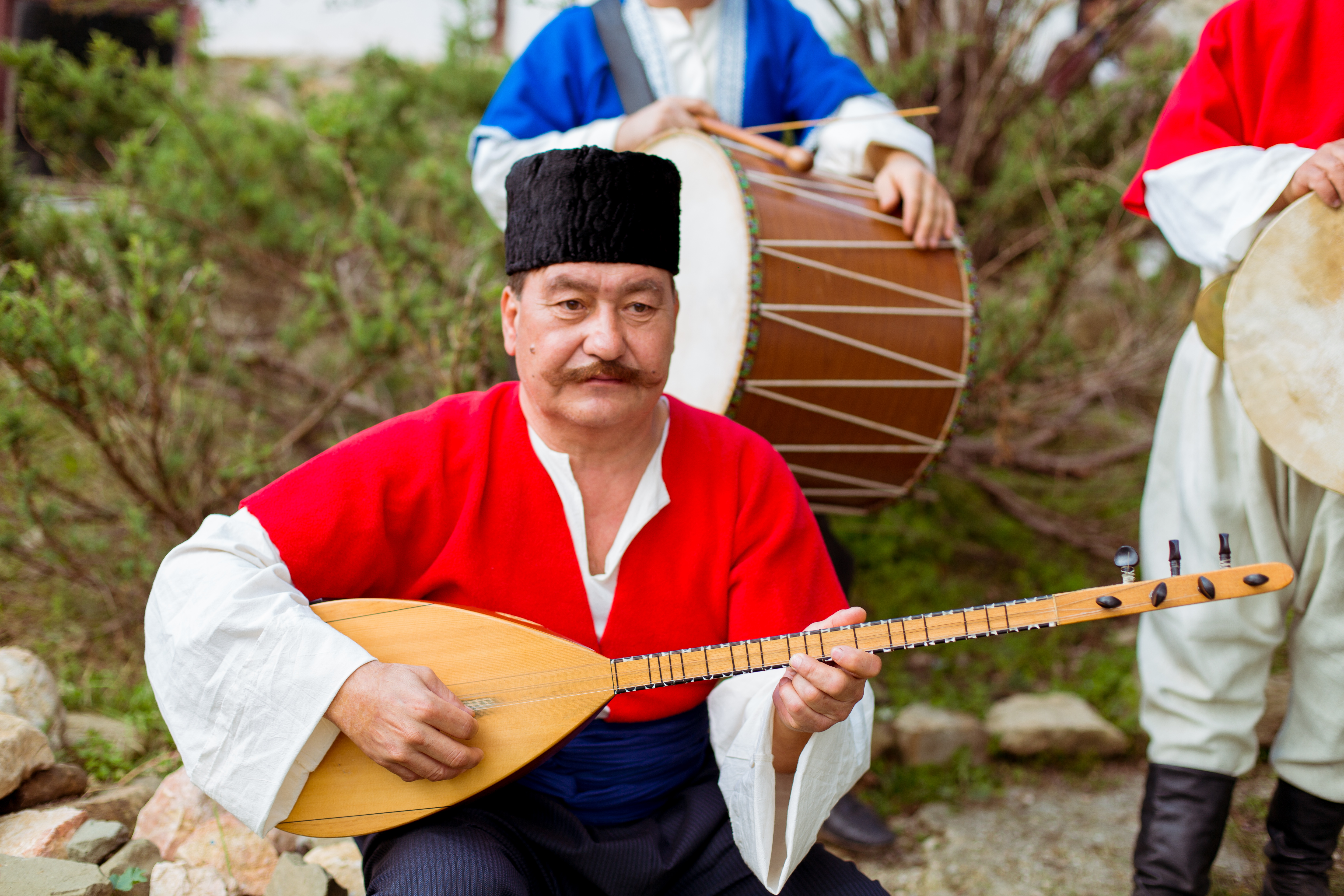
Krymskotatarský muzikant

Poslední velký nájezd podnikli Tataři roku 1769 během rusko-turecké války na území Nového Srbska na Ukrajině. Teprve po porážce Osmanů v rusko-turecké válce byl roku 1783 Krymský chanát připojen k Rusku. Krymská válka v letech 1853–56 a následné události způsobily exodus Tatarů, kteří masově odcházeli do Turecka.
Myšlenka na obnovu krymského tatarského státu byla obnovena v létě 1917. V prosinci roku 1917 vznikla Krymská lidová republika, která byla zároveň prvním sekulárním státem s muslimskou většinou na světě. Už v lednu byla, ale poražena bolševiky, kteří zde vytvořili tzv. Tavridskou sovětskou republiku. Ta byla v dubnu dobyta ukrajinskou armádou s podporou Německa. Následně se Krym dostal pod kontrolu Rudé armády pak bělogvardějců a v listopadu 1920 Krym definitivně ovládla rudá armáda. V době nacistické okupace se roku 1942 konal v Simferopolu (tatarsky Aqmescid) národní islámský sjezd, na němž byl vyhlášen Krymský chanát. V lednu 1942 byla z tatarských dobrovolníků zřízena v Simferopolu jednotka spadající pod SS Einsatzgruppen, která se podílela na vraždění krymských Židů. Po obsazení Krymu Rudou armádou Stalin prohlásil Tatary za kolaboranty a nechal veškeré tatarské obyvatelstvo masově deportovat do Uzbekistánu, na Sibiř a na Ural. V 60. letech byli Krymští Tataři rehabilitováni, jejich návrat však byl povolen až v roce 1988.

## Současnost

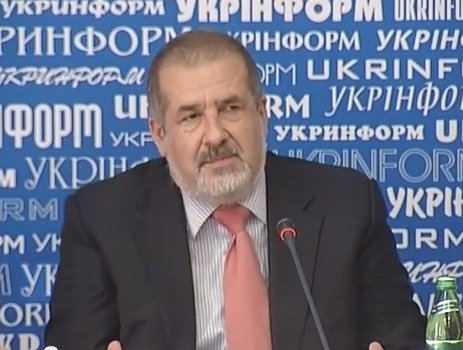
Refat Çubarov

Dnes žije na Krymu přibližně 270 000 Tatarů a tvoří pouhých 12 % obyvatelstva poloostrova. 150 000 Krymských Tatarů nadále zůstává v uzbekistánské diaspoře, menšinu tvoří i v Rumunsku a Turecku.
Navrácení svého majetku se nedočkali a problematická je také jejich integrace do společnosti, kterou jim neusnadňovala ani ruská většina, ani ukrajinská vláda. Vůdcem Krymských Tatarů je v současnosti Refat Çubarov, který je od roku 2013 také předsedou Medžlisu Krymských Tatarů.

### Anexe Krymu Ruskem

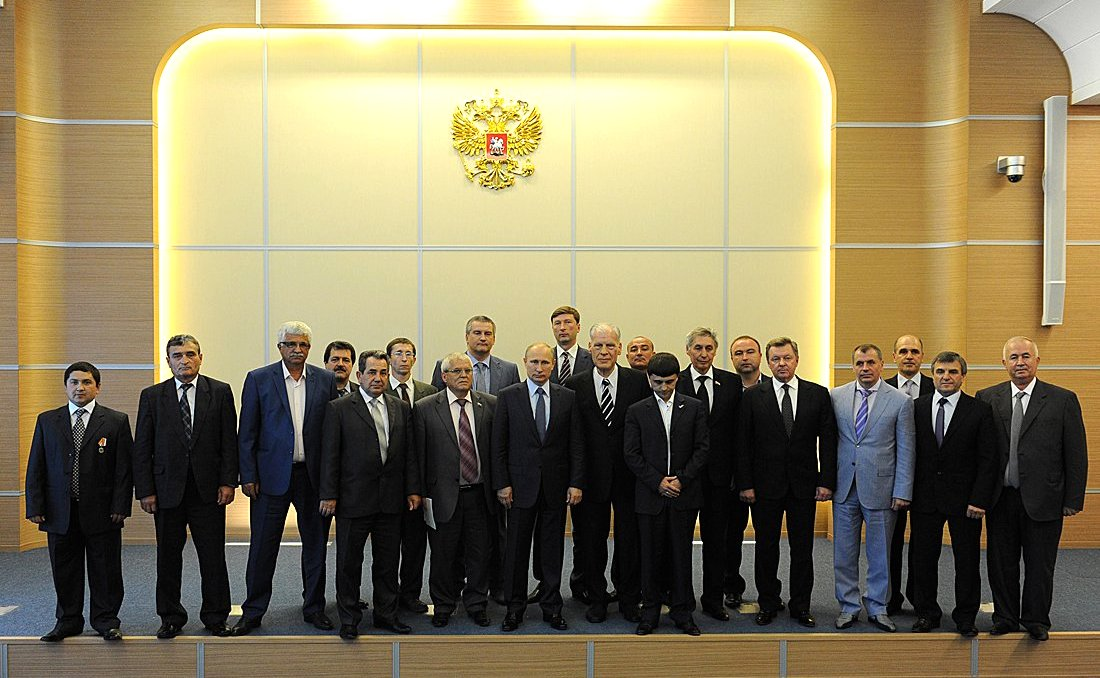
Ruský prezident Putin při setkáni se zástupci Krymských Tatarů 16. května 2014

Po anexi Krymu Ruskem v roce 2014 se krymská tatarština stala jedním ze tří oficiálních jazyků Krymu, což se jim pod kyjevskou vládou ani v éře Sovětského svazu nepodařilo. Od anexe poloostrova jsou nicméně Krymští Tataři podle rozhlasové stanice BBC vystaveni únosům, fyzickému násilí a teroru. Jejich představitel Mustafa Džemilev má na Krym pět let zakázán vstup. Jejich představitelé v lednu 2015 požádali o pomoc orgány OSN. Rusko jejich stížnosti odmítá jako neopodstatněné a ujišťuje Tatary, že jejich práva zůstanou zachována. V polovině dubna (2016?) pozastavila krymská prokurátorka Natalja Poklonská činnost neoficiálního krymskotatarského parlamentu medžlisu, což důrazně kritizoval generální tajemník Rady Evropy Thorbjørn Jaglan. Už předtím prokurátorka požadovala jeho zapsání na seznam extremistických organizací. 26. dubna 2016 zákaz i označení za extremistickou organizaci potvrdil Nejvyšší krymský soud. Jeden z vůdců medžlisu Nariman Dželjal na to reagoval prohlášením, že jeho organizace podá odvolání a požádá o spravedlnost i evropské instituce.